# Arthur Baar
Arthur Baar (hebräisch ארתור בר; geboren 31. März 1890 in Wien, Österreich-Ungarn; gestorben 1984) war ein österreichisch-israelischer Fußballmanager.

## Leben
Arthur Baar spielte Fußball beim Wiener Athletic Club Sparta und beim Akademischen Sportklub und ging 1909 zum neu gegründeten zionistischen Sportverein SC Hakoah Wien, wo er bis 1911 Aktiver war und danach Vereinsfunktionär. Baar wurde Soldat im Ersten Weltkrieg, er wurde 1916 als felddienstuntauglich nach Wien versetzt. Ab 1917 bis 1927 war er Leiter der Fußballsektion und von 1920 bis 1923 Vizepräsident des Sportvereins. 
Krönung seiner Tätigkeit war der Gewinn der ersten österreichischen Profimeisterschaft in der Saison 1924/1925. Zum unter den Wiener Juden ideologisch umstrittenen Profisport der Fußballer hatte Baar einen pragmatischen Zugang. Die Fußballmannschaft machte mit ihm mehrere Auslandstourneen.  
Mit dem Fußballtrainer Hugo Meisl gab er zwischen 1919 und 1921 das Neue Wiener Sportblatt heraus. Meisl war auch zeitweise an Baars 1926 gegründetem Sportfachhandel Stadion beteiligt. Nach dem Anschluss Österreichs 1938 wurde der jüdische Sportclub verboten, Baars Sportgeschäft wurde arisiert. 
Baar flüchtete im August 1938 über Triest nach Palästina. Dort engagierte er sich im Management der Fußballsektion des Sportvereins Hapoel Ramat Gan. Von 1948 bis 1954 war Baar Teamchef der israelischen Fußballnationalmannschaft. 

## Schriften (Auswahl)
- 50 Jahre Hakoah. Tel Aviv : Eigenverlag, 1959.
- Fußballgeschichten. Ernstes und Heiteres. Wien 1974.